# ひとりぼっち (美空ひばりの曲)
ひとりぼっちは、美空ひばりのシングル。1975年6月1日に日本コロムビアから発売された。

## 概要
- A面『ひとりぼっち』とB面『渚の足跡』は同年のアルバム『ひとりぼっち〜歌は我が命 第9集』[2]の収録曲をシングル・カットしたものであり、前者は1981年6月25日に日本武道館で開かれた芸能生活35周年記念リサイタルでも披露された[3]。
- カラオケ本人映像は1988年11月29日に「おまえに惚れた」「裏町酒場」「私は街の子」「悲しい酒」「ある女の詩」「人恋酒」「悲しき口笛」と共に撮影され[4]、現在でもDAMでその頃のひばりの姿が映し出されている。

## 収録曲
両曲共　作詞：山口洋子
1. ひとりぼっち
  - 作曲：遠藤実、編曲：斉藤恒夫
2. 渚の足跡
  - 作曲：鈴木淳、編曲：竜崎孝路

## アルバム「ひとりぼっち〜歌は我が命 第9集」収録曲（1975年5月25日発売）
1. ひとりぼっち
2. 渚の足跡
3. ある日、秋の夜
4. 最後の一本
5. 海沿いの駅
6. 波止場情話
7. 真珠の涙
8. 霧の別れ
9. 紺がすりの女
10. 泣き笑い人生
11. 隅田月夜
12. さようなら